# Endocerida
Endocerida – wymarły rząd łodzikowców żyjący w ordowiku i sylurze.

## Opis
Muszla z brzeżnie położonym holochoanitowym (długie, proste pochewki syfonalne) syfonem, komora mieszkalna stosunkowo mała względem długości fragmokonu. U większości rodzajów muszla prosta, znacznie rzadziej wygięta łukowato. Do tego rzędu należą najwięksi przedstawiciele łodzikowców z rodzaju Cameroceras długości do 11 m, choć długość muszli większości innych rodzajów z tego rzędu nie przekraczała 1 m.

## Znaczenie
Skamieniałości różnych gatunków Endocerida są  skamieniałościami pomocniczymi w datowaniu ordowiku, zwłaszcza Europy i Ameryki Północnej.

## Występowanie
Rząd kosmopolityczny, znany bardzo licznie z Europy, Ameryki Północnej i Azji. Pojedyncze opisy także z Ameryki Południowej i Tasmanii. Występuje również w Polsce, zarówno w utworach ordowiku (wiercenia z Niżu Polskiego i odsłonięcia w Górach Świętokrzyskich jak i, najliczniej, w głazach narzutowych przytransportowanych przez lądolód ze Skandynawii.

## Ekologia
Zwierzęta drapieżne, nektoniczne, polujące na m.in. trylobity i ramienionogi, morskie, żyjące w strefie przydennej do głębokości ponad 400 m.

## Zasięg wiekowy
Ordowik, sylur, rozkwit we wczesnym i środkowym ordowiku.

## Wybrane rodzaje
- Endoceras
- Cameroceras